# Proterhinus collaris
Proterhinus collaris is een keversoort uit de familie Belidae. De wetenschappelijke naam van de soort is voor het eerst geldig gepubliceerd in 1879 door Sharp.